# Upplands runinskrifter 24
Upplands runinskrifter 24 är ett vikingatida runstensfragment av sandsten i Hilleshögs kyrka, Hilleshögs socken och Ekerö kommun. Runstensfragmentet är 0,65 gånger 0,56 meter stort. Runhöjden är cirka 8 centimeter. U 24 fanns tidigare, enligt Johan Peringskiöld, i sakristians mur, men har senare framtagits och lagts i vapenhusets golv. Eventuellt utgör U 28 en del av samma runsten.

## Inskriften
Translitterering av runraden:
... faþur sin + guþ hialbi · --- ' han... ...
Normalisering till runsvenska:
... faður sinn. Guð hialpi [and] han[s] ...
Översättning till nusvenska:
... sin fader. Gud hjälpe hans ande ...